# Plectogyranopsis
Plectogyranopsis es un género de foraminífero bentónico de la subfamilia Endothyranopsinae, de la familia Endothyridae, de la superfamilia Endothyroidea, del suborden Fusulinina y del orden Fusulinida. Su especie tipo es Endothyra convexa. Su rango cronoestratigráfico abarca desde el Viseense superior (Carbonífero inferior) hasta el Namuriense inferior (Carbonífero medio).

## Discusión
Clasificaciones más recientes incluyen Plectogyranopsis en el suborden Endothyrina, del orden Endothyrida, de la subclase Fusulinana de la clase Fusulinata. Algunas clasificaciones incluyen Plectogyranopsis en la familia Endothyranopsidae.

## Clasificación
Plectogyranopsis incluye a las siguientes especies:
- Plectogyranopsis convexa †
- Plectogyranopsis moraviae †
- Plectogyranopsis regularis †